# Stef II
Singles de Indochine
Juste toi et moi Atomic Sky
Pistes de Dancetaria
Rose Song
(6) She Night
(8)
Stef II est une chanson d'Indochine parue sur Dancetaria le 20 mars 2000. Il est nommé ainsi car c'était la dernière maquette que Stéphane Sirkis avait laissé avant sa mort en février 1999.

## Clip
Le clip, assez érotique, met en scène deux jeunes filles en train de s'embrasser et de se caresser. Il a été interdit de diffusion sur les principales chaînes de télévision et a été légèrement modifié par la suite.

## Classements par pays
| Pays     | Meilleure position |
| -------- | ------------------ |
| France   | -                  |
| Belgique | -                  |
| Suisse   | -                  |
| Suède    | -                  |